# Qualea cordata
Qualea cordata är en tvåhjärtbladig växtart som först beskrevs av Carl Friedrich Philipp von Martius, och fick sitt nu gällande namn av Spreng.. Qualea cordata ingår i släktet Qualea och familjen Vochysiaceae.

## Underarter
Arten delas in i följande underarter:
- Q. c. dichotoma
- Q. c. elongata
- Q. c. grandifolia
- Q. c. intermedia